# Dov'è la libertà?
Dov'è la libertà? is een Italiaanse filmkomedie uit 1954 onder regie van Roberto Rossellini.

## Verhaal
De kapper Salvatore komt na 20 jaar vrij uit de gevangenis. Bij zijn vrijlating ontdekt hij dat de maatschappij erg veranderd is. Salvatore heeft moeilijkheden om zich aan te passen aan die nieuwe werkelijkheid. Als zelfs zijn familie hem dubbelhartig behandelt, vindt hij dat hij beter weer in de gevangenis kan verdwijnen.

## Rolverdeling
| Acteur             | Personage                   |
| ------------------ | --------------------------- |
| Totò               | Salvatore Lojacono          |
| Vera Molnar        | Agnese                      |
| Nyta Dover         | Meisje van dansmarathon     |
| Franca Faldini     | Maria                       |
| Leopoldo Trieste   | Abramo Piperno              |
| Giacomo Rondinella | Zingende gevangene          |
| Vincenzo Talarico  | Advocaat van de verdediging |
| Fernando Milani    | Otello Torquati             |
| Andrea Compagnoni  | Nandino Torquati            |
| Giacomo Gabrielli  | Torquato Torquati           |
| Thea Zubin         | Serveerster                 |
| Ines Florentini    | Amalia Torquatti            |
| Ines Targas        | Danskampioene               |